# Avel av slavar i USA
Avel av slavar tillämpades i USA där slavägare systematiskt mer eller mindre tvingade slavar att reproducera av affärsmässiga skäl, för att öka slavägarnas profit. Det innebar ett medvetet inköp av fertila slavar som bedömdes kunna producera ett så stort antal friska barn som möjligt, och ett uppmuntrade och i vissa fall även framtvingade sexuella relationer mellan dem i syfte att tvinga fram en ofrivillig graviditet. Syftet var att öka antalet födda slavar utan att behöva öka kostnaden av att köpa slavar, för att fylla den arbetsbrist som inträffade i slavekonomin när importen av slavar till USA förbjöds genom Act Prohibiting Importation of Slaves 1808.

## Historik
Graden och definitionen av avsiktlighet i slavägarnas metoder att se till att slavarna reproducerade har varit föremål för debatt. Innan import av slavar förbjöds, såg inställningen till familjebildning bland slavarna i USA ut på ungefär samma sätt som i Västindien: fokus låg på att utvinna arbetskraft ur befintliga slavar och sedan ersätta dem genom att importera ny slavar, snarare än på att låta slavarna bilda familj, och slavar av olika kön skildes ofta åt då de tilldelades olika arbetsuppgifter. 
När importen av slavar förbjöds 1808, förändrades denna syn, och slavägare började istället att snarare uppmuntra reproduktion bland slavar, köpa slavar de uppfattade som fertila, och uppmuntra sexuellt umgänge mellan dem för att sedan få nya slavar att exploatera eller sälja. Det fanns slavägare i särskilt norra Sydstaterna som uppgavs driva så kallade "breeding farms" och tvinga fram graviditeter bland slavar. Graden av hur systematiskt detta var, är dock föremål för debatt.